# Rosella de flor petita
La rosella de flor petita (Papaver argemone) és una espècie que pertany a la família de les papaveràcies.

## Descripció
Es distingeix fàcilment d'altres roselles, pel seu fruit amb nervadures, oblongocilíndric, de fins a 2 centímetres, cobert de durs pèls erectes. La flor té els pètals de color roig ovalats i de vegades amb taques fosques a la base. Els filaments dels estams són de color viola i les anteres blavoses. Les fulles estan molt dividides en estrets segments amb pèls eriçats. Les tiges estan plens de pèls eriçats. És una planta anual de fins a 40 centímetres. Floreix a la primavera i l'estiu.

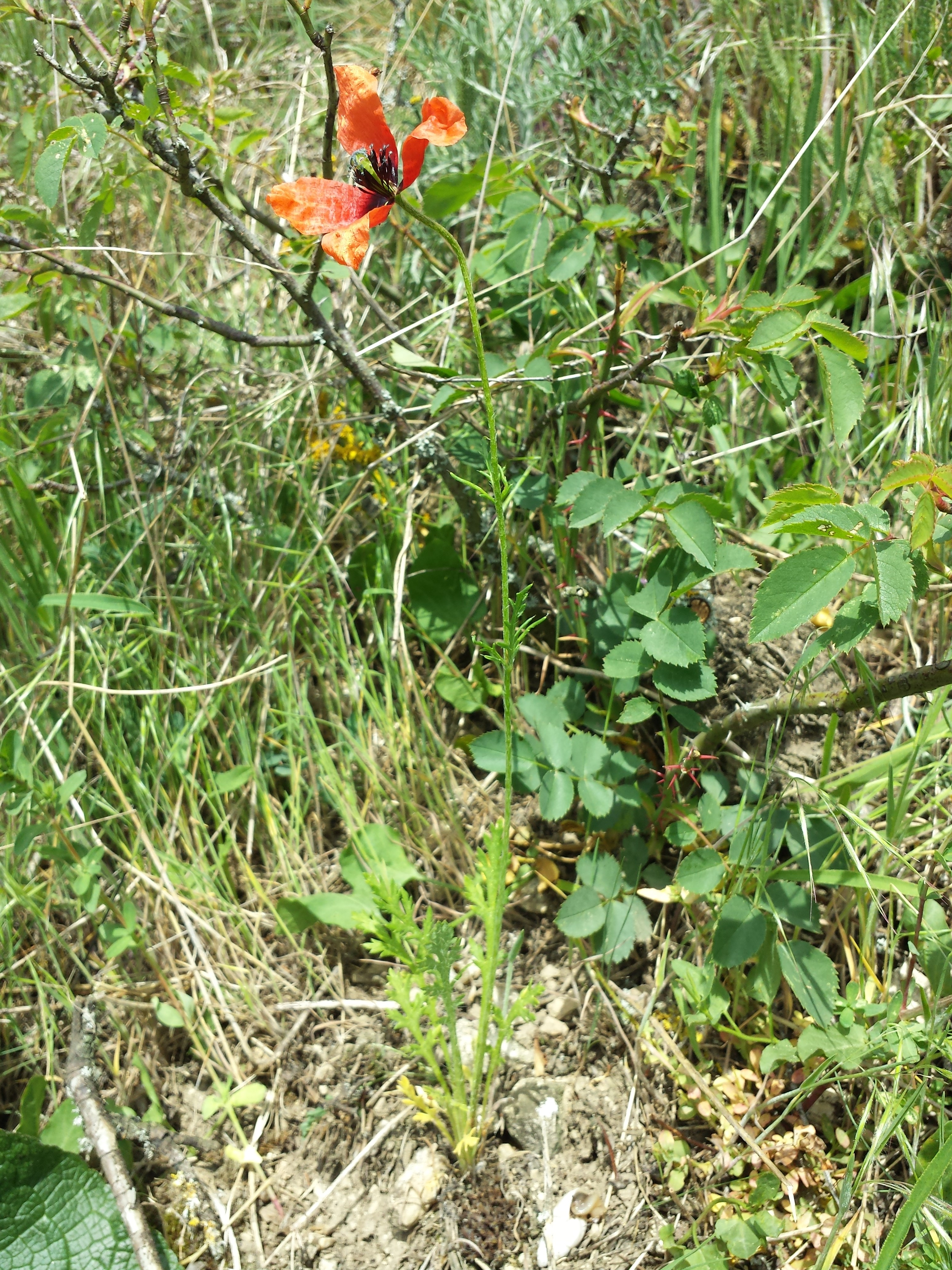
En el seu hàbitat
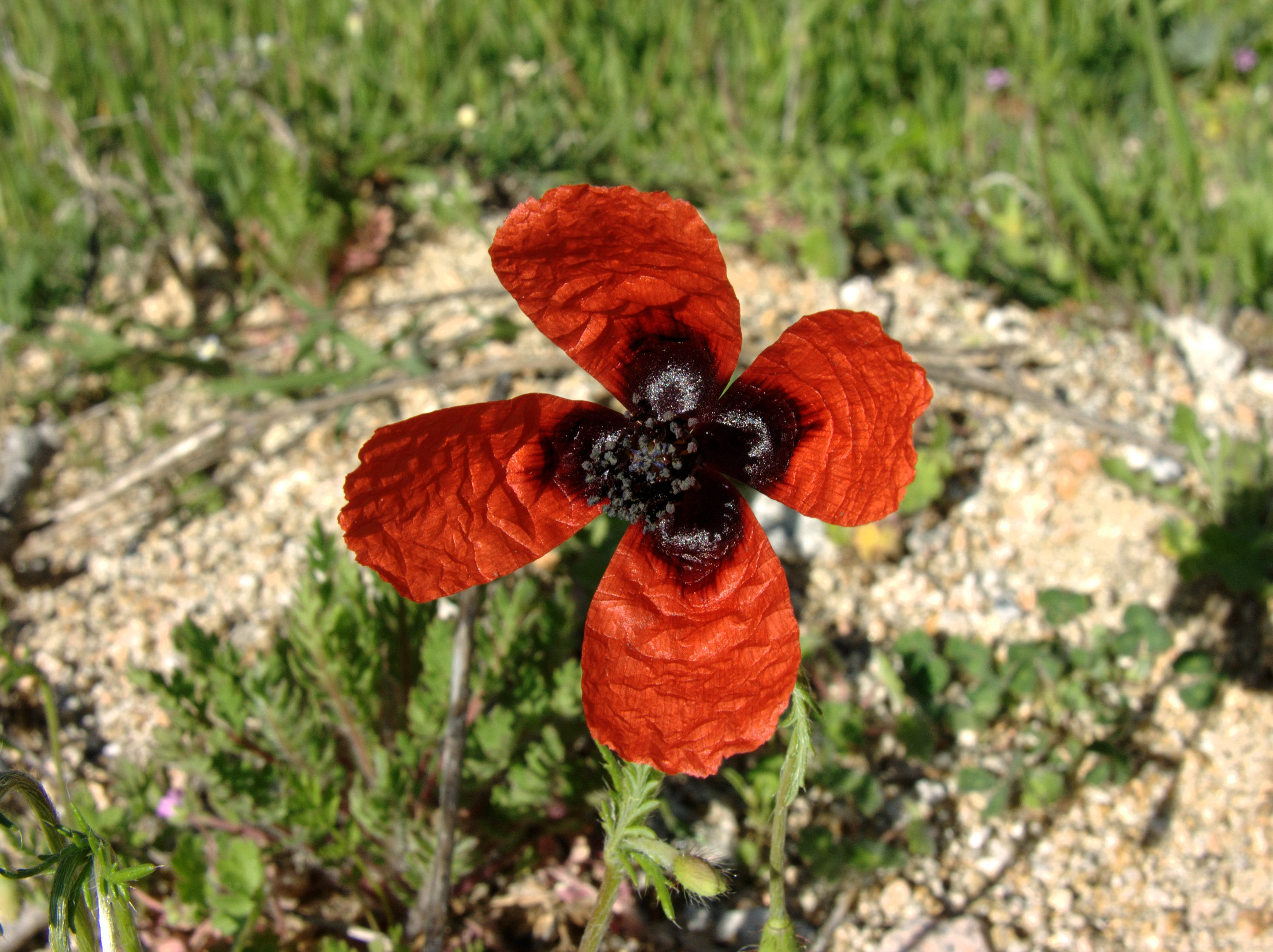
Fotografia de camp
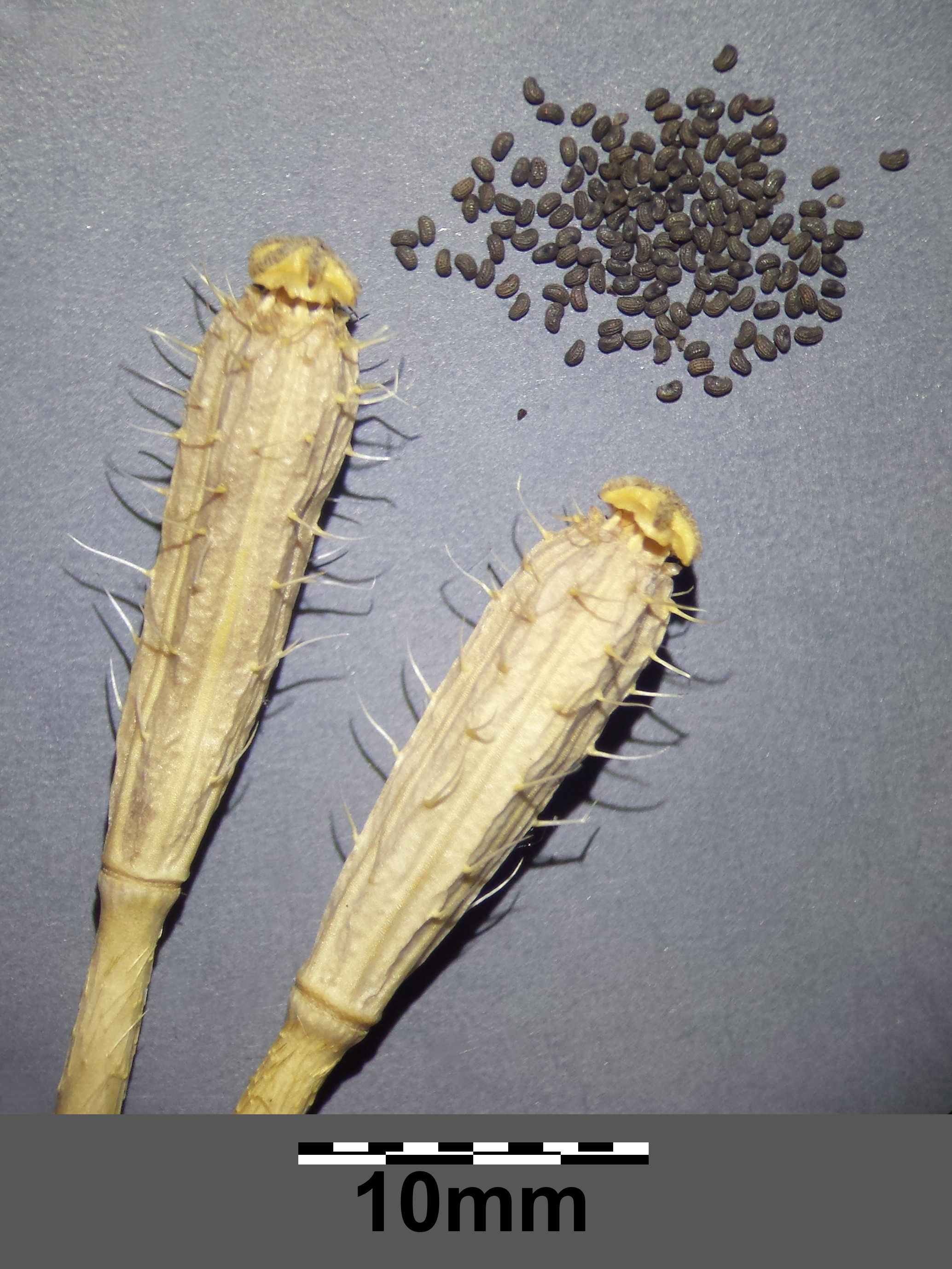
Fruita i llavors

## Hàbitat
Habita en camps de conreu, guarets i en zones arenoses.

## Distribució
Creix per gairebé tot Europa, les Illes Canàries i la conca del mediterrani.

## Sinonímia[4]
- Papaver argemone var. glabrum (Koch) O.Bolòs & Vigo[5]
- Papaver argemone f. littoralis Corill., Figureau & Godeau
- Papaver argemone var. minus Latourr.
- Papaver argemone var. plenum Latourr.
- Papaver argemonium St.-Lag.
- Papaver arvense Borkh.
- Papaver clavatum Gilib.
- Papaver clavigerum Lam.
- Papaver maritimum With.
- Papaver micranthum Boreau
- Papaver neglectum Fedde
- Roemeria argemone (L.) C.Morales, R.Mend. & Romero García
- Cerastites macrocephalus Gray